# Transformers: The Game
Transformers: The Game — компьютерная игра в жанре приключенческого боевика, изданная компанией Activision летом 2007 года и созданная по одноимённому фильму. Основная версия Transformers: The Game для платформ Windows, Xbox 360, PlayStation 3, PlayStation 2 и Wii была разработана студией Traveller’s Tales, а версия для PlayStation Portable — Savage Entertainment. Для мобильных телефонов игра выпущена как просто Transformers и создана студией Glu Mobile. Для Nintendo DS студией Vicarious Visions были сделаны две версии игры под названиями Transformers: Autobots и Transformers: Decepticons. Компанией «Новый Диск» игра была выпущена под локализованным названием «Трансформеры»: на русский язык переведена только документация, сама же игра осталась на английском языке.

## Игровой процесс
В Transformers: The Game игрок может выбрать сторону, за которую желает играть — Автоботы или Десептиконы. В зависимости от выбора изменяется сюжет, локации и задания, которые нужно выполнять игроку. Тем не менее, сюжет игры тесно связан с сюжетом фильма. В зависимости от выбора стороны игра поощряет либо наказывает игрока за разрушения и убийства. Каждый Трансформер, представленный в игре, обладает своими способностями и навыками и может трансформироваться в определённое средство передвижения, от автомобиля до танка или вертолёта. Задачей игрока является выполнение разнообразных заданий, следующих сюжету фильма и развивающих его. Кроме этого, игрок может попытаться найти все секреты, спрятанные на уровнях, и выполнить побочные задания, чтобы открыть разнообразные бонусы (альтернативные варианты внешнего вида Трансформеров, кадры из фильма и так далее).
Различные версии игры, выпущенные на разных платформах, существенно отличаются друг от друга.
Wii-версия использует возможности данной консоли для управления игрой. Управляя контролёром, игрок должен имитировать движения роботов, чтобы, например, поднять машину и ударить врага. Графика на Wii имеет меньшее разрешение, чем на PC, Xbox 360 и PS3, но более детальна, чем на PS2.
Transformers: The Game на PSP сильно отличаются от прочих версий. Игрок не имеет возможности выбирать, за какую сторону конфликта выступить, поскольку представлена всего одна сюжетная линия. Игрок может сыграть за 20 героев, включая персонажей, не представленных в фильме. Кроме того, у всех трансформеров в игре представлено одинаковое вооружение.
В мобильной версии (J2ME) отсутствует выбор кампании и вообще выбор, за кого играть — всю игру можно проходить только за Оптимуса Прайма. Действие происходит по всей планете и включает в себя 20 локаций. В лице Оптимуса игроку придётся также сразиться с главарями, такими как Баррикейд и Мегатрон.
Transformers: Autobots и Transformers: Decepticons (предоставляющие игровой процесс отдельно за автоботов и отдельно за десептиконов соответственно) для Nintendo DS, в отличие от игр Pokémon и Mega Man Battle Network, разные версии которых практически не отличались друг от друга, — две разных игры, имеющие некоторое сходство в плане механики, но различающиеся уникальными героями, миссиями и локациями: так, в версии Autobots присутствует миссия в Арктике, а в Decepticons есть миссия в Катаре на военной базе.

## Персонажи
Список играбельных и неиграбельных персонажей, представленных в игре:
| Автоботы      | Игровой | Игровой | Игровой | Игровой | Игровой | Игровой | Игровой           |                   |
| Автоботы      | PC      | X360    | PS3     | PS2     | Wii     | PSP     | DS                | Мобильный телефон |
| Оптимус Прайм | Да      | Да      | Да      | Да      | Да      | Да      | Да                | Да                |
| Бамблби       | Да      | Да      | Да      | Да      | Да      | Да      | Да                | Нет               |
| Джаз          | Да      | Да      | Да      | Да      | Да      | Да      | Да                | Нет               |
| Айронхайд     | Да      | Да      | Да      | Да      | Да      | Да      | Да                | Нет               |
| Рэтчет        | Нет     | Нет     | Нет     | Нет     | Нет     | Да      | Да                | Нет               |
| Хаунд         | Нет     | Нет     | Нет     | Нет     | Нет     | Да      | Нет               | Нет               |
| Трейлбрейкер  | Нет     | Нет     | Нет     | Нет     | Нет     | Да      | Нет               | Нет               |
| Уилджек       | Нет     | Нет     | Нет     | Нет     | Нет     | Да      | Нет               | Нет               |
| Хойст         | Нет     | Нет     | Нет     | Нет     | Нет     | Да      | Нет               | Нет               |
| Десептиконы   |         |         |         |         |         |         |                   |                   |
| PC            | X360    | PS3     | PS2     | Wii     | PSP     | DS      | Мобильный телефон |                   |
| Мегатрон      | Да      | Да      | Да      | Да      | Да      | Да      | Да                | Нет               |
| Старскрим     | Да      | Да      | Да      | Да      | Да      | Да      | Да                | Нет               |
| Блэкаут       | Да      | Да      | Да      | Да      | Да      | Да      | Да                | Нет               |
| Скорпонок     | Да      | Да      | Да      | Да      | Да      | Нет     | Нет               | Нет               |
| Баррикейд     | Да      | Да      | Да      | Да      | Да      | Да      | Да                | Нет               |
| Боункрашер    | Нет     | Нет     | Нет     | Нет     | Нет     | Да      | Нет               | Нет               |
| Броул         | Нет     | Нет     | Нет     | Нет     | Нет     | Да      | Да                | Нет               |
| Шоквейв       | Нет     | Нет     | Нет     | Нет     | Нет     | Да      | Нет               | Нет               |
| Тандеркрэкер  | Нет     | Нет     | Нет     | Нет     | Нет     | Да      | Нет               | Нет               |
| Дредвинг      | Нет     | Нет     | Нет     | Нет     | Нет     | Да      | Нет               | Нет               |

## Специальное издание
В сетях магазинов GameStop и EB Games продавалось эксклюзивное издание Transformers: The Game Cybertron Edition для Xbox 360. Коллекционное издание содержит эксклюзивные коды, открывающие уровень на Кибертроне, эксклюзивные ролики о создании игры и комикс о Трансформерах от Саймона Фармана.

## Оценки и мнения

### Transformers: The Game
| Сводный рейтинг       | Сводный рейтинг | Сводный рейтинг | Сводный рейтинг | Сводный рейтинг | Сводный рейтинг | Сводный рейтинг |
| Издание               | Оценка          | Оценка          | Оценка          | Оценка          | Оценка          | Оценка          |
| Издание               | PC              | PS2             | PS3             | PSP             | Wii             | Xbox 360        |
| --------------------- | --------------- | --------------- | --------------- | --------------- | --------------- | --------------- |
| GameRankings          | 57,69 %         | 57,44 %         | 53,49 %         | 46,89 %         | 54,38 %         | 52,42 %         |
| Game Ratio            | N/A             | 61 %            | 73 %            | 64 %            | 66 %            | 62 %            |
| Metacritic            | 55/100          | 56/100          | 54/100          | 47/100          | 53/100          | 52/100          |
| MobyRank              | 60/100          | 57/100          | 55/100          | N/A             | 58/100          | 54/100          |
| Иноязычные издания    |                 |                 |                 |                 |                 |                 |
| Издание               | Оценка          | Оценка          | Оценка          | Оценка          | Оценка          | Оценка          |
| Издание               | PC              | PS2             | PS3             | PSP             | Wii             | Xbox 360        |
| 1UP.com               | N/A             | N/A             | 4/10            | 2,5/10          | 4/10            | 4/10            |
| ActionTrip            | 60/100          | N/A             | N/A             | N/A             | N/A             | N/A             |
| AllGame               | [ 31 ]          | [ 32 ]          | [ 33 ]          | [ 34 ]          | [ 35 ]          | [ 36 ]          |
| CVG                   | 6,1/10          | N/A             | N/A             | N/A             | N/A             | N/A             |
| Edge                  | N/A             | N/A             | N/A             | N/A             | N/A             | 2/10            |
| Eurogamer             | N/A             | N/A             | 3/10            | N/A             | N/A             | 3/10            |
| G4                    | N/A             | N/A             | N/A             | N/A             | N/A             | 3/5             |
| Game Informer         | N/A             | N/A             | 7,25/10         | N/A             | 7,25/10         | 7,25/10         |
| GamePro               | N/A             | N/A             | N/A             | N/A             | [ 44 ]          | [ 45 ]          |
| GamesMaster           | N/A             | N/A             | N/A             | N/A             | N/A             | 59/100          |
| GameSpot              | N/A             | 6/10            | 6/10            | 4/10            | 6/10            | 6/10            |
| GameSpy               | N/A             | N/A             | [ 52 ]          | [ 53 ]          | [ 54 ]          | [ 55 ]          |
| GamesRadar+           | 4/10            | 5/10            | 4/10            | 5/10            | 6/10            | 4/10            |
| GameTrailers          | N/A             | N/A             | 5,8/10          | N/A             | N/A             | 5,8/10          |
| GameZone              | 6,5/10          | 6,7/10          | 8/10            | N/A             | 6,1/10          | 6/10            |
| IGN                   | N/A             | N/A             | 5,7/10          | 5,5/10          | 6/10            | 5,7/10          |
| Nintendo Life         | N/A             | N/A             | N/A             | N/A             | 6/10            | N/A             |
| Nintendo Power        | N/A             | N/A             | N/A             | N/A             | 5,5/10          | N/A             |
| Nintendo World Report | N/A             | N/A             | N/A             | N/A             | 4/10            | N/A             |
| ONM                   | N/A             | N/A             | N/A             | N/A             | 39/100          | N/A             |
| OXM                   | N/A             | N/A             | N/A             | N/A             | N/A             | 5,5/10 3/10     |
| PALGN                 | N/A             | N/A             | N/A             | N/A             | N/A             | 6/10            |
| PC Gamer (UK)         | 35/100          | N/A             | N/A             | N/A             | N/A             | N/A             |
| PC Gamer (US)         | 47/100          | N/A             | N/A             | N/A             | N/A             | N/A             |
| PC Zone               | 61/100          | N/A             | N/A             | N/A             | N/A             | N/A             |
| Play (UK)             | N/A             | N/A             | 34/100          | N/A             | N/A             | N/A             |
| Pocket Gamer          | N/A             | N/A             | N/A             | 4/10            | N/A             | N/A             |
| TeamXbox              | N/A             | N/A             | N/A             | N/A             | N/A             | 4/10            |
| VideoGamer            | 3/10            | 3/10            | 3/10            | N/A             | N/A             | 3/10            |
| WorthPlaying          | N/A             | N/A             | 6,1/10          | N/A             | 6,2/10          | 6/10            |
| Русскоязычные издания |                 |                 |                 |                 |                 |                 |
| Издание               | Оценка          | Оценка          | Оценка          | Оценка          | Оценка          | Оценка          |
| Издание               | PC              | PS2             | PS3             | PSP             | Wii             | Xbox 360        |
| Absolute Games        | 35 %            | N/A             | N/A             | N/A             | N/A             | N/A             |
| «PC Игры»             | 6/10            | N/A             | N/A             | N/A             | N/A             | N/A             |
| PlayGround.ru         | 4,9/10          | N/A             | N/A             | N/A             | N/A             | N/A             |
| «Игромания»           | 5/10            | N/A             | N/A             | N/A             | N/A             | N/A             |
| «ЛКИ»                 | 78 %            | N/A             | N/A             | N/A             | N/A             | N/A             |

Игра получила сдержанные отзывы прессы. На GameRankings и Metacritic средняя оценка составляет 57.69% и 55/100 у версии для ПК, 57.44% и 56/100 для PlayStation 2, 54.38% и 53/100 для Wii, 53.49% и 54/100 для PlayStation 3, 52.42% и 52/100 для Xbox 360, 46.89% и 47/100 для PlayStation Portable. Большинство рецензентов подвергли критике однообразные миссии, неудобное управление и короткую продолжительность прохождения, но к достоинствам отнесли детализированные трёхмерные модели трансформеров и разрушаемость.
Негативные отзывы сосредоточились вокруг версии для PSP, которую, помимо прочего, раскритиковали за дизайн уровней и неудобное управление, но хвалили за большое количество игровых персонажей. Сьюарт отрицательно воспринял «ужасное» управление, «унылые, пустые» локации и низкое качество анимации; преимуществом же было названо наличие персонажей трансформеров G1, которые внедрены как в сюжет, так и в «крепкий» многопользовательский режим. Наварро тоже отнёс к плюсам обширное разнообразие Автоботов и Десептиконов, а также озвучивание, но резкой критике подверглись проблемы с управлением, «тесный и уродливый» дизайн уровней и, как следствие, скучный мультиплеер. Аналогичные достоинства и недостатки версии для PSP выделил и Теобальд. «Если у вас нет многопользовательской команды, вы остаетесь с функциональной, но простой и невдохновляющей игрой для PSP» — заключила редакция GamesRadar. Грег Миллер (IGN) назвал игровой мир в версии для PSP «безжизненным, пресным и унылым», хотя и отметил, что многопользовательский режим способен продлить время за игрой. Трейси Эриксон, обозреватель Pocket Gamer, разочаровался в различных аспектах PSP-версии, «от устаревшей графики до тусклого игрового процесса».

### Transformers: Autobots
| Сводный рейтинг       | Сводный рейтинг |
| Агрегатор             | Оценка          |
| --------------------- | --------------- |
| GameRankings          | 65,29 %         |
| Game Ratio            | 75 %            |
| Metacritic            | 67/100          |
| MobyRank              | 65/100          |
| Иноязычные издания    |                 |
| Издание               | Оценка          |
| 1UP.com               | 5,5/10          |
| AllGame               | [ 100 ]         |
| GameSpot              | 6,5/10          |
| GameSpy               | [ 102 ]         |
| GamesRadar+           | 7/10            |
| GameZone              | 7,5/10          |
| IGN                   | 6,8/10          |
| Nintendo Power        | 6/10            |
| Nintendo World Report | 7,5/10          |
| Pocket Gamer          | 7/10            |
| WorthPlaying          | 5,5/10          |

Transformers: Autobots получила смешанные, но преимущественно положительные отзывы критиков. На Metacritic средняя оценка составляет 67 баллов из 100 возможных, а на GameRankings 65.29%.

### Transformers: Decepticons
| Сводный рейтинг       | Сводный рейтинг |
| Агрегатор             | Оценка          |
| --------------------- | --------------- |
| GameRankings          | 67,41 %         |
| Game Ratio            | 76 %            |
| Metacritic            | 66/100          |
| MobyRank              | 65/100          |
| Иноязычные издания    |                 |
| Издание               | Оценка          |
| 1UP.com               | 5,5/10          |
| AllGame               | [ 114 ]         |
| GameSpot              | 6,5/10          |
| GameSpy               | [ 116 ]         |
| GamesRadar+           | 7/10            |
| GameZone              | 7,5/10          |
| IGN                   | 6,8/10          |
| Nintendo Power        | 6/10            |
| Nintendo World Report | 7,5/10          |
| Pocket Gamer          | 7/10            |
| WorthPlaying          | 5,5/10          |

Как и Transformers: Autobots, Transformers: Decepticons получила смешанные отзывы, но в основном они носят позитивный характер. На Metacritic средняя оценка составляет 66 баллов из 100, а на GameRankings 67.41%.

### Transformers(J2ME)
| Иноязычные издания | Иноязычные издания |
| Издание            | Оценка             |
| ------------------ | ------------------ |
| AllGame            | [ 120 ]            |
| IGN                | 7/10               |
| Pocket Gamer       | 6/10               |

Transformers для мобильных телефонов J2ME получила неоднозначные отзывы. Позитивно были оценены дизайн уровней и качество анимации, но разочарование у рецензентов вызвали однообразие прохождения и отсутствие оригинальности, в сравнении с другими играми-платформерами.
Обозреватель IGN, Леви Бьюкенен, неоднозначно оценил визуальные эффекты (отметив плавные и детальные анимации, но, вместе с тем, однообразные спрайты Десептиконов) и «обычный» игровой процесс: по его мнению, всё это не позволяет быть игре достойной для большего, чем «слегка развлечься». Похожим образом эту версию оценил и Стюарт Дредж, критик Pocket Gamer, который похвалил плавное управление, неплохие уровни, битвы с боссами и удобную структуру прохождения, но к недостаткам отнёс однообразный игровой процесс и не впечатляющее использование богатой вселенной Трансформеров: «Достаточно отточенный платформер, но всё же упущенная возможность, учитывая уникальность Трансформеров».